# Edoardo Scotti
Edoardo Scotti (né le 9 mai 2000 à Lodi) est un athlète italien spécialiste du 400 m.

## Carrière
Il s'entraîne à Fidenza pour le CUS Parme.
Le 12 juillet 2018, il porte le record national junior à 45 s 84 en demi-finale des Championnats du monde juniors 2018 à Tampere avant de remporter le titre mondial junior du relais 4 x 400 m, en battant cette fois le record d'Europe junior qui datait de 1981. Grâce à cette victoire, il est sélectionné pour faire partie de l'équipe nationale qui participe aux Championnats d’Europe d’athlétisme à Berlin où il termine 6e.

## Palmarès
| Date | Compétition                   | Lieu     | Résultat | Epreuve         | Temps              |
| ---- | ----------------------------- | -------- | -------- | --------------- | ------------------ |
| 2017 | Championnats d'Europe juniors | Grosseto | 1er      | 4 x 400 m       | 3 min 8 s 68       |
| 2018 | Championnats du monde juniors | Tampere  | 4e       | 400 m           | 46 s 20            |
| 2018 | Championnats du monde juniors | Tampere  | 1er      | 4 x 400 m       | 3 min 4 s 05 (EJR) |
| 2018 | Championnats d'Europe         | Berlin   | 6e       | 4 x 400 m       | 3 min 2 s 34       |
| 2019 | Championnats d'Europe juniors | Borås    | 1er      | 400 m           | 45 s 88            |
| 2022 | Championnats d'Europe         | Munich   | 8e       | 4 x 400 m       | 3 min 03 s 40      |
| 2023 | Championnats du monde         | Budapest | 7e       | 4 × 400 m       | 3 min 01 s 23      |
| 2024 | Championnats d'Europe         | Rome     | 2e       | 4 x 400 m mixte | 3 min 10 s 69      |
| 2024 | Jeux olympiques               | Paris    | 6e       | 4 × 400 m mixte | 3 min 11 s 84      |
| 2024 | Jeux olympiques               | Paris    | 7e       | 4 × 400 m       | 2 min 59 s 72      |

## Records
| Épreuve | Temps   | Lieu | Date              |
| ------- | ------- | ---- | ----------------- |
| 400 m   | 45 s 21 | Rome | 17 septembre 2020 |